# Milnesium minutum
Espèce
Milnesium minutum est une espèce de tardigrades de la famille des Milnesiidae. 

## Distribution
Cette espèce est endémique de Sicile en Italie.

## Description
L'holotype mesure 288 µm.

## Publication originale
- Pilato & Lisi, 2016 : Milnesium minutum and Milnesium sandrae, two new species of Milnesiidae (Tardigrada, Eutardigrada, Apochela). ZooKeys, no 580, p. 1-12.